# Сейфуллаев, Рагим Мами оглы
Рагим Мами оглы Сейфуллаев (азерб. Rəhim Seyfullayev;16 февраля 1944, Баку ) — советский и азербайджанский архитектор, художник, член Союза архитекторов Азербайджана, заслуженный архитектор Азербайджанской Республики (2000).

## Биография
Рагим Сейфуллаев родился 16 февраля 1944 года в Баку. Он получил образование в области архитектуры в Азербайджанском политехническом университете. В 1970-х годах он переехал в город Норильск, где занимался архитектурой и дизайном интерьеров в течение 10 лет. Он стал членом Союза архитекторов СССР и Союза художников СССР. В 1982 году вернувшись на родину, Рагим Сейфуллаев был приглашен на должность главного архитектора Баку. В 1999 году он был избран действительным членом Международной академии архитектуры Востока.
Президент Азербайджана Ильхам Алиев 28 февраля 2014 года  подписал распоряжение о награждении Рагима Сейфуллаева орденом «Шохрат», за заслуги в развитии азербайджанской архитектуры.

## Карьера
- В 1968 году начал работать архитектором в Государственном проектном институте «АЗГОСПРОЕКТ»
- В 1970 году уехал в Норильск, Россия, и проработал 10 лет архитектором и дизайнером интерьеров
- 1982 год — вернулся в Азербайджан и был приглашен на должность главного художника города Баку
- С 1999 года занимается индивидуальной практикой и имеет собственную студию.

## Награды
- Заслуженный архитектор Азербайджанской Республики(2000)
- Орден «Шохрат» (2014)

## Проекты
- Площадь Фонтанов в городе Баку (1980)
- Театр юного зрителя в городе Баку (1986)
- Памятник Кара Караеву (2014)
- Офисное здание в городе Баку на ул. Низами 10 (2000)
- Офисное здание в крепостнои части старого города Баку (2003)
- Проект жилого комплекса Gumush Residence в самом центре Баку